# 花山镇 (普格县)
花山镇，是中华人民共和国四川省凉山彝族自治州普格县下辖的一个乡镇级行政单位。2021年1月12日，撤销花山乡、东山乡、洛乌沟乡、甘天地乡和刘家坪乡，设立花山镇。以原花山乡、原东山乡、原洛乌沟乡和原甘天地乡阿波洛村、采洛村、瓦洛村1组及原刘家坪乡刘家坪村、新建村、长河扁村、二胡村1至2组所属行政区域为花山镇的行政区域。

## 行政区划
花山镇下辖以下地区：
花山社区、红星村、友谊村、联合村和建设村、河东村、高峰村、李家坪村、先锋村和东方村、红旗村、前进村、跃进村和团结村、阿波洛村、采洛村、刘家坪村、新建村、长河扁村、二胡村。